# Raymond Brownell
Raymond Brownell (New Town, 17 maggio 1894 – Subiaco, 12 aprile 1974) è stato un aviatore australiano.
L'Air Commodore Raymond James Brownell, insignito dell'Ordine dell'Impero Britannico, della Military Cross e della Military Medal, era un alto funzionario della Royal Australian Air Force (RAAF) ed un Asso dell'aviazione della prima guerra mondiale. Nato a Hobart, in Tasmania, Brownell lavorava come impiegato presso una ditta di ragionieri quando si arruolò nell'Australian Imperial Force allo scoppio della grande guerra. Ha prestato servizio durante la Campagna di Gallipoli prima di trasferirsi sul fronte occidentale. Ottenuta la Military Medal per le sue azioni durante la battaglia di Pozières, fu accettato per un trasferimento al Royal Flying Corps nel 1917. Brownell intraprese l'addestramento al volo nel Regno Unito. Assegnato come sottotenente, fu messo in servizio operativo sul fronte occidentale nel settembre del 1917. Trasferendosi con il suo squadron in Italia, ottenne la Military Cross ed era accreditato di aver abbattuto 12 aerei alla fine della guerra. Al suo congedo nel 1919, Brownell tornò in Australia.
Assegnato nella Royal Australian Air Force nel 1921, Brownell era arrivato al grado di Group captain all'inizio della seconda guerra mondiale. Fondando la base della Royal Australian Air Force a Singapore, è tornato in Australia nel 1941 come air commodore ed è stato nominato capo del No. 1 Training Group RAAF. È stato Air Officer Commanding del Western Area Command (RAAF) dal gennaio 1943 fino al luglio del 1945, quando si è occupato del No. 11 Group RAAF di recente formazione su Morotai. Ritiratosi dall'Aeronautica nel 1947, Brownell diventa socio in una società di intermediazione mobiliare. Morì nel 1974 all'età di 79 anni; la sua autobiografia, From Khaki to Blue, è stata pubblicata postuma.

## Biografia
Brownell è nato nel sobborgo di Hobart a New Town, in Tasmania, 4 km a nord di Hobart, il 17 maggio 1894 con William Percival Brownell, e sua moglie Julie Ann James (nata Scott). Inizialmente educato alla Leslie House School, Brownell in seguito frequentò lo Scotch College di Melbourne, dove era un atleta attivo. Dopo la laurea, è stato apprendista presso una ditta di commercialisti e revisori contabili a Hobart. Nel 1912, Brownell si arruolò nella Citizens Military Force e fu assegnato alla 41st Battery, Royal Regiment of Australian Artillery.

## Australian Imperial Force

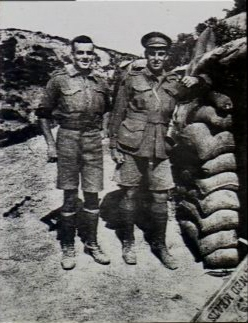
Raymond Brownell con suo fratello, il capitano Herbert Brownell, in piedi fuori da una canoa a Gallipoli.

Il 12 settembre 1914, Brownell si trasferì alla Forza Imperiale Australiana per il servizio durante la prima guerra mondiale. Assegnato alla 9th Battery, 3rd Field Artillery Brigade con il grado di artigliere, Brownell si imbarcò da Hobart il 20 ottobre, diretto per l'Egitto. All'arrivo, l'unità ha trascorso diversi mesi di addestramento nel deserto, prima di essere messa in servizio durante la Campagna di Gallipoli. Invece di atterrare sulla Penisola di Gallipoli con la batteria, Brownell fu trasferito ad Alessandria d'Egitto dove l'Esercito richiedeva le sue capacità amministrative come ragioniere.
Nel luglio del 1915, Brownell fu spedito a Gallipoli e rientrò nella 9th Battery. Promosso a Bombardiere (grado militare) il 12 novembre, fu tra le ultime ondate australiane ad essere evacuate dalla penisola a dicembre durante il ritiro degli Alleati della prima guerra mondiale. Tornato in Egitto, è stato promosso a sergente provvisorio il 24 febbraio 1916. Imbarcandosi con la sua unità da Alessandria, Brownell è arrivato in Francia per prestare servizio sul Fronte Occidentale il 29 marzo, dopo un viaggio di sei giorni.
Il 21-22 luglio 1916, Brownell era in azione con la sua batteria a Pozières, durante il quale l'unità era soggetta a un bombardamento tedesco. Durante la battaglia, Brownell stabilì e mantenne le comunicazioni tra la batteria e la linea di fuoco, nonostante la fatica o il rischio personale per se stesso. Raccomandato per il suo "servizio particolarmente meritorio ... e ... galanteria in questo lavoro", Brownell fu successivamente raccomandato per la Military Medal. La notifica per il premio è stata pubblicata in un supplemento alla London Gazette del 16 novembre 1916.

## Royal Flying Corps

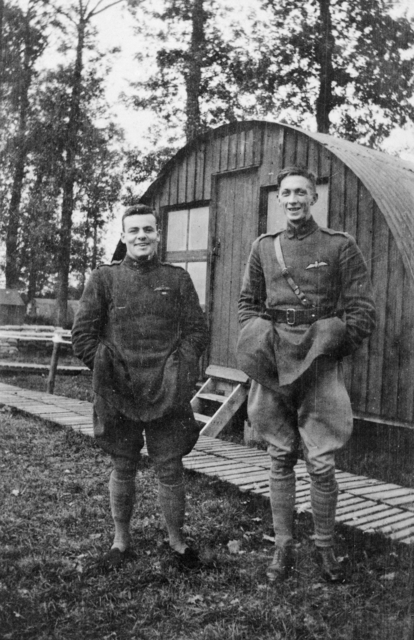
Brownell (a sinistra) con il collega asso di volo australiano Cedric Howell al di fuori di una capanna in un campo d'aviazione in Francia. c.1917

Nell'ottobre del 1916, Brownell fece domanda per un trasferimento al Royal Flying Corps. Primo dei 5.000 candidati, Brownell è stato accettato il 1º gennaio 1917 insieme ad altri 200 australiani. Inserito per l'addestramento dei piloti, si è trasferito in Inghilterra ed è stato assegnato alla No. 3 School of Military Aeronautics all'Exeter College di Oxford dal 26 gennaio. Qualificatosi al corso, Brownell è stato dimesso dalla Forza Imperiale australiana il 16 marzo ed è stato nominato sottotenente nel Royal Flying Corps il giorno seguente.
Assegnato al No. 45 Squadron RFC sui Sopwith Camel, Brownell si è trasferito in Francia per un servizio operativo sul fronte occidentale nel settembre 1917. Il 10 settembre, ha preso parte alla sua prima pattuglia, durante la quale ha abbattuto un aereo tedesco biposto. Nel suo periodo in cui sorvolava il Fronte Occidentale, Brownell accumulò un totale di cinque vittorie ed ottenne lo status di Asso dell'aviazione prima che il suo squadron fosse trasferito in Italia a dicembre. Più tardi quel mese, Brownell ed il suo osservatore, il tenente Henry Moody, abbatterono l'asso tedesco Alwin Thurm su Asolo.

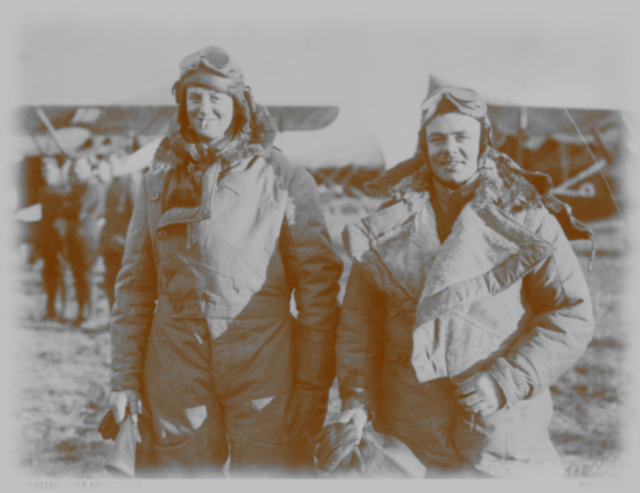
Gli autori dell'abbattimento di Alwin Thurm: il tenente H. M. (Mike) Moody (a sinistra, mentre fuma) ed il capitano Raymond James Brownell

Nominato flight commander nello squadron n. 45, Brownell fu promosso capitano temporaneo l'11 febbraio 1918. Durante gli attacchi aerei contro gli aerei degli Imperi centrali sul fronte italiano, fu accreditato con l'abbattimento di altri sette velivoli, portando il totale a 12 con altri nove probabili. Le vittorie aeree di Brownell erano composte da cinque aerei ed uno abbattuto in condivisione, due e uno fuori controllo in condivisione, uno catturato in condivisione ed un pallone frenato. Per il suo successo nell'abbattere sei di questi aerei per un periodo di tre mesi, Brownell è stato insignito della Military Cross. L'annuncio della decorazione fu pubblicato in un supplemento della London Gazette del 4 marzo 1918, con la citazione del premio che sarebbe stato pubblicato in un numero successivo, il 16 agosto 1918, che recitava:
War Office, 16 agosto 1918.
Con riferimento ai premi conferiti, come annunciato nella London Gazette del 4 marzo 1918, sono riportate le dichiarazioni di servizio per le quali sono state conferite le decorazioni:
Premiato con la Military Cross.
2nd Lt. Raymond James Brownell, M.M., R.F.C., Spec. Res.
Per grande galanteria e devozione al dovere. Negli ultimi tre mesi ha abbattuto sei aerei nemici, quattro dei quali sono stati visti cadere in fiamme, gli altri due sono completamente fuori controllo. Il tratto, la galanteria e lo spirito offensivo mostrati in tutte le occasioni da questo ufficiale sono degni della massima lode.
Nell'aprile del 1918, a Brownell fu concesso un congedo per motivi di famiglia per visitare la madre gravemente malata. Lasciando lo squadron n. 45, viaggiò in Tasmania. Alla fine del suo congedo a settembre, ha iniziato il suo viaggio di ritorno nel Regno Unito. Durante il viaggio, si ammalò gravemente di influenza polmonare. All'arrivo, Brownell accettò l'assegnazione nella neonata Royal Air Force (RAF). Tuttavia, la madre di Brownell ha nuovamente sofferto di un deterioramento della salute ed egli quindi dopo aver cercato di dimettersi dalla RAF fu inserito nell'elenco dei non occupati il 14 agosto 1919. Imbarcandosi per la Tasmania, arrivò a settembre.

## Tra le due guerre

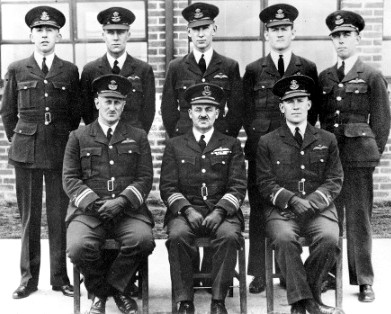
Ufficiali di RAAF Base Pearce nel 1938. Brownell, ufficiale comandante della base, è situato al centro, in prima fila.

Al suo ritorno in Australia, Brownell è stato impiegato come contabile secondario per una ditta di commercianti a Melbourne ed in seguito con il Consiglio comunale di Hobart come impiegato. Il 22 aprile 1920, Brownell fu uno dei portatori della bara al funerale militare del suo amico e compagno ufficiale del 45° squadron, il capitano Cedric Howell, che era morto in un incidente aereo mentre partecipava all'England to Australia air race. Alla ricerca di una posizione nella neonata Royal Australian Air Force (RAAF), Brownell fu assegnato come Flying officer il 12 settembre 1921 ed inviato a RAAF Point Cook a Victoria (25 km da Melbourne), addestrando cadetti dell'aeronautica. In una cerimonia alla chiesa presbiteriana di Sant'Andrea, Hobart, il 26 agosto 1925, Brownell sposò Rhyllis Jean Birchall; la coppia avrebbe poi avuto due figlie. L'anno seguente, Brownell assunse il comando del No. 1 Squadron RAAF. Ha guidato lo squadron fino al 1928, quando è stato nominato nel quartier generale della RAAF a Melbourne come direttore dei servizi per il personale.
Nel 1934, Brownell fu inviato in Inghilterra per il servizio di scambio con la RAF. Fece il secondo comandante della No. 3 Flying Training School di Grantham, fu promosso Wing commander (grado militare) il 1º aprile 1936. Mentre stava ancora prestando servizio nel Regno Unito, Brownell fu nominato comandante del No. 23 (City of Perth) Squadron (successivamente Squadron n. 25), che era stato formato prima nel 1937. Lo squadron si trasferì alla RAAF Base Pearce, vicino a Perth nell'Australia occidentale nel marzo del 1938, quando Brownell tornò in Australia ed assunse il comando dell'unità e della base. Brownell è stato il primo ufficiale comandante di Pearce, che non era solo il primo stabilimento della RAAF ad essere situato nell'Australia occidentale, ma anche la prima unità aerea permanente ad essere insediata nello stato.

## Seconda guerra mondiale

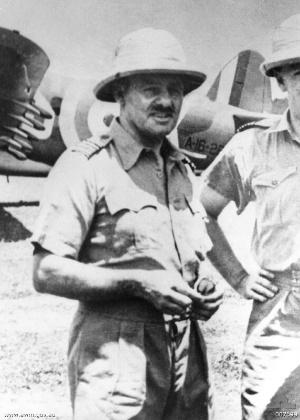
Il Group Captain Brownell in Malesia. c.1941

Allo scoppio della seconda guerra mondiale, unità supplementari furono poste sotto la responsabilità di Brownell presso la base di RAAF Pearce e fu quindi promosso group captain temporaneo nel dicembre 1939. Con l'introduzione degli aerei Lockheed Hudson alla RAAF nel febbraio 1940, diverse unità furono equipaggiate nuovamente, inclusa il No. 14 Squadron RAAF alla base RAAF di Pearce. Gli Hudson sostituirono gli Avro 652A Anson dello squadron, che dovevano essere traghettati sulla costa orientale dell'Australia per essere utilizzati come velivoli da addestramento. In una occasione, Brownell prese parte al trasporto di un Anson a RAAF Point Cook con il pilota dello squadron n. 14 Charles Learmonth. Arrivati con l'aereo, la coppia pilotò un de Havilland DH.94 Moth Minor. Il viaggio di ritorno ha portato Brownell e Learmonth insieme per sette giorni per un totale di ventuno soste di rifornimento lungo il percorso.
Nell'agosto del 1940, a Brownell fu ordinato a Singapore di stabilire e comandare una stazione RAAF sull'isola, così come amministrare gli squadron della RAAF situati in Malaysia. Imbarcato a bordo della SS Strathallan a metà agosto, Brownell ed il suo staff formarono la stazione RAAF entro due settimane dall'arrivo a Sembawang di Singapore. Sotto il controllo del RAF Far East Command, la stazione fu fondata come RAF Sembawang. Durante questo periodo, Brownell visitava spesso la penisola della Malesia.

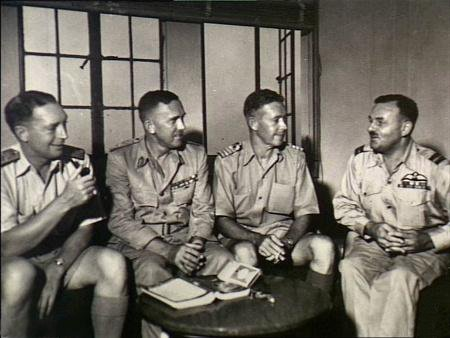
Membri del gruppo di missione australiano ai colloqui di resa giapponesi. Da sinistra a destra: Commodore John Collins; Tenente generale Frank Berryman; Capitano Roy Dowling; Air Commodore Raymond Brownell.

Promosso ad air commodore, Brownell è tornato in Australia nell'agosto del 1941 ed è stato nominato Air Officer Commanding del No. 1 Training Group RAAF di Melbourne. In questa posizione, Brownell comandava circa trenta stabilimenti situati nell'Australia meridionale. Il 1º gennaio 1943, è stato inviato come Air Officer Commanding della Western Area Command (RAAF). Basato sulla base RAAF di Pearce, le responsabilità di Brownell consistevano nel coordinare l'addestramento e dirigere le operazioni di bombardamento a lungo raggio. A seguito delle informazioni dell'intelligence secondo cui una forza giapponese era in rotta per attaccare l'Australia occidentale, il governo australiano ordinò l'accumulo delle difese nell'area.
In risposta a ciò, Brownell organizzò delle difese aeree intorno a Perth e nel Golfo di Exmouth, in Australia Occidentale, nel marzo del 1944. Con l'uso dei trasporti militari, rinforzò anche Cunderdin con rifornimenti e bombe per l'uso dei bombardieri pesanti nella zona. L'attacco dei giapponesi, tuttavia, non si è verificato. Per il suo servizio come Ufficiale di comando di Western Area, Brownell è stato nominato commendatore dell'Ordine dell'Impero Britannico nel 1945 ai New Years Honors.
Rinunciando al comando del Western Area nel luglio 1945, Brownell fu nominato comandante del No. 11 Group RAAF recentemente formato. Il gruppo n. 11 è stato istituito come organizzazione statica che doveva assumere il controllo amministrativo di tutte le unità RAAF basate su Morotai. Il gruppo ha assunto il suo ruolo il 30 luglio ed ha avuto la giurisdizione iniziale di tutto il territorio olandese nell'area, insieme al Borneo del Nord britannico ed al Sarawak. Oltre a ciò, l'unità deteneva le tre principali responsabilità della difesa aerea locale e della protezione delle corsie marittime, il supporto delle formazioni adiacenti e le operazioni offensive contro obiettivi giapponesi nel raggio d'azione, così come i compiti di linea di comunicazione.
L'unità, tuttavia, fu formata troppo tardi nella guerra per assumere tutte le sue responsabilità prima della fine della Seconda Guerra Mondiale. Brownell era presente alla resa giapponese a Manila, Tokyo e Morotai. Fu scelto dal governo australiano per partecipare alla cerimonia a bordo della USS Missouri (BB-63) il 2 settembre 1945, ma fu sostituito dal Chief of the Air Staff, Air Vice Marshal George Jones, quando Jones si rese disponibile per fare il viaggio in Giappone.

## Il dopoguerra
Ritornato in Australia Occidentale dopo la guerra, Brownell partecipò ad una cerimonia di investitura presso la Government House, a Perth, il 3 gennaio 1947, dove fu presentato con il suo Ordine dell'Impero Britannico dal Luogotenente Governatore dell'Australia Occidentale. Il 24 marzo di quell'anno, Brownell si ritirò dalla RAAF per motivi di salute. In ogni caso, era in pensione per il prepensionamento, insieme ad altri alti ufficiali e veterani della prima guerra mondiale, per far posto all'avanzata di ufficiali più giovani ed ugualmente capaci.
In seguito al suo ritiro dall'Aeronautica, Brownell è diventato socio della S.G. Brearley & Co., una società di intermediazione immobiliare con sede a Perth. Nel 1951 divenne presidente del comitato sportivo associato del National Fitness Council dell'Australia occidentale; ha operato in questo ruolo fino al 1967. All'età di 79 anni, Brownell è morto a Subiaco (Australia), nell'Australia occidentale, il 12 aprile 1974 e gli è stato concesso un funerale con tutti gli onori dell'aeronautica. L'autobiografia di Brownell, From Khaki to Blue, fu postuma pubblicata dalla Military Historical Society of Australia nel 1978.